# Lady Macbeth

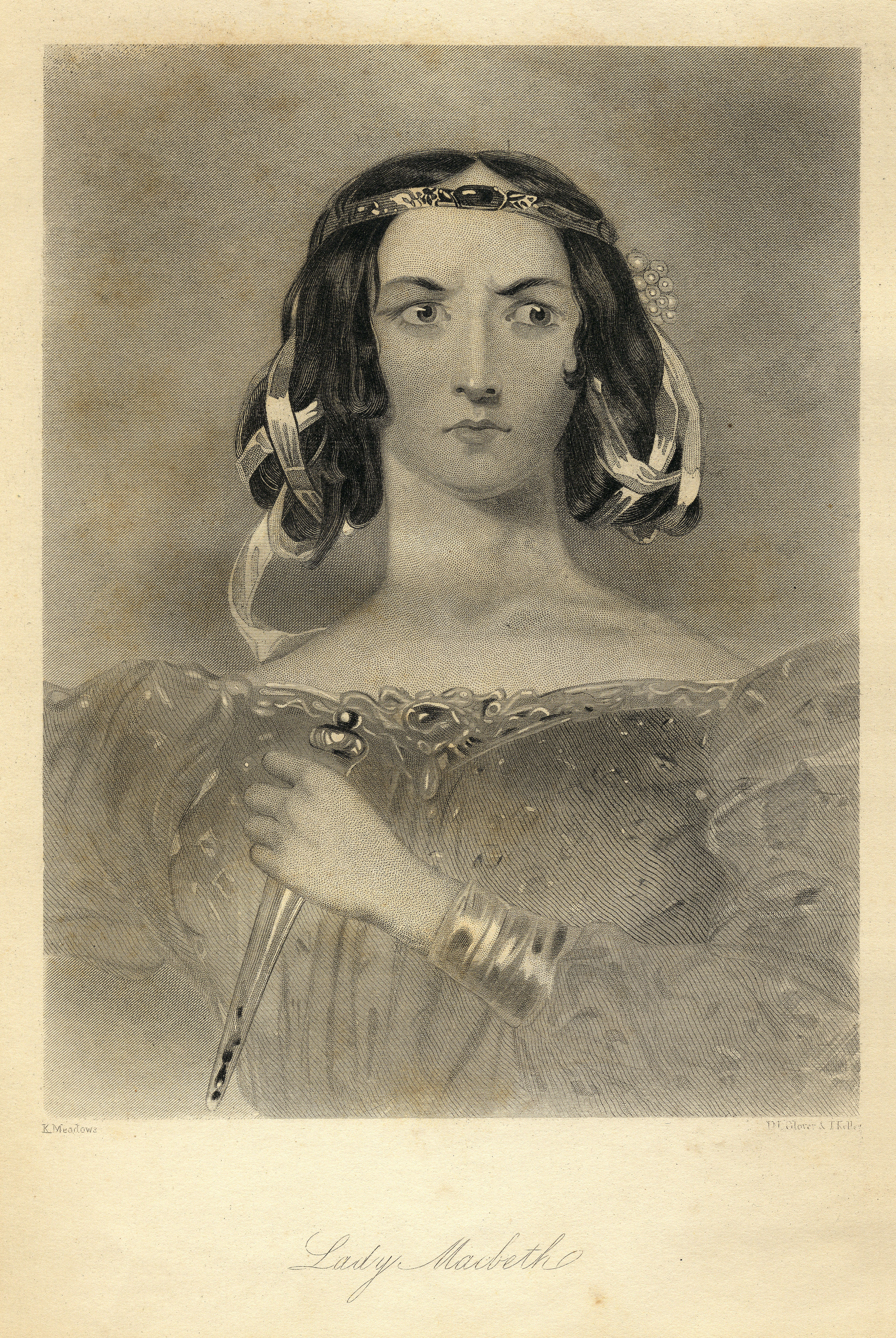
Lady Macbeth

Lady Macbeth és un personatge de l'obra de teatre Macbeth, escrita per William Shakespeare, el qual va tenir lloc entre 1603 i 1607. Es tracta de la dona del noble escocès, lord Macbeth, i després d'haver estat incitada a cometre regicidi, es converteix en reina d'Escòcia. No obstant, se sent culpable pel crim succeït i en l'últim acte mor fora d'escena semblant un suïcidi. L'origen del personatge es troba en el relat sobre els reis Duff i Duncan de les Cròniques de Holinshed, una història d'origen anglès escrita en 1587 amb la qual Shakespeare se sentia familiaritzat. Lady Macbeth té un paper essencial en l'obra, especialment en els dos primers actes. No obstant això, en morir el rei Duncan la seva presència en l'argument passa desapercebuda i es converteix en una simple espectadora de la conspiració de Macbeth.